# Mammouths de Changis
Les mammouths de Changis sont deux mammouths laineux (Mammuthus primigenius) dont des ossements ont été découverts en juillet 2012 sur la commune de Changis-sur-Marne (Seine-et-Marne, France),. Le mieux conservé, surnommé Helmut, est un squelette complet (tête presque entière avec molaires et défenses, omoplates, vertèbres, côtes, bassin, pieds) paraissant avoir 40-50 ans,. Le second mammouth, âgé de 20 à 30 ans, n'a livré qu'une défense, un humérus et des éléments de pieds. 
Il s'agit du cinquième squelette le plus complet découvert en France après ceux de Choulans en 1859, de Durfort en 1869, de Baulou en 1901 et de l'Aa en 1908,. 

## Découverte
La découverte s'effectue par hasard, lors de la fouille d'un site gallo-romain localisé dans une carrière de granulats du groupe Cemex. Lors d'une étude géomorphologique, un os de grand herbivore apparaît dans le front de taille à environ 2,5 m de profondeur. Une étude préalable permet de constater la présence d'autres ossements, la connexion anatomique « lâche » de certains d'entre eux et une disposition au sol conservant une certaine répartition anatomique. Une fouille détaillée est alors décidée par la Direction régionale des Affaires culturelles (DRAC), et le Service régional de l'archéologie (SRA, dépendant de la DRAC) confiée à l'Institut national de recherches archéologiques préventives (INRAP), en collaboration avec le CNRS et le Muséum national d'histoire naturelle (MNHN). 
Cette fouille commencée le 22 octobre 2012 s'est achevée le 20 novembre 2012. Elle a mis au jour un squelette dont certains os sont en connexion anatomique,. D'autres fragments d'un mammouth (morceau d'une troisième défense de forte section, deuxième humérus droit) ont été retrouvés à proximité immédiate de la dépouille. Une pointe Levallois et deux éclats de silex issus d'une action de l'homme (dont un abandonné à proximité du maxillaire du mammouth) ont également été découverts.
Du fait de l'évolution des techniques de recherches depuis la précédente découverte d'un mammouth entier au XIXe siècle, la découverte d'indices sur le climat ou la faune de l’époque à laquelle vivait Helmut amène à qualifier cette découverte d'exceptionnelle.

## Caractéristiques
Selon les premières observations, Helmut était un jeune adulte d'environ 20 à 30 ans (l'espérance de vie étant estimée à une soixantaine d'années. Estimation d'après l'étude des groupes actuels d'éléphantidés), dont le sexe n'est, pour le moment, pas encore formellement déterminé. Pesant quatre à cinq tonnes, et mesurant près de trois mètres au garrot, ayant vécu au paléolithique moyen entre 200 000 et 50 000 ans av. J.-C., probablement avant l'Éémien. C'est la découverte de ses deux défenses en « hélice » (à double courbures) et de ses 4 molaires (étude des lamelles de la face occlusale) qui a permis de l'identifier comme étant bien un mammouth laineux (Mammuthus primigenius) et non un éléphant à défenses droites (Palaeoloxodon antiquus).

## Interprétations possibles de la cause de la mort d’Helmut
Il est supposé qu'Helmut aurait rencontré l'Homme de Néandertal ; en effet, deux éclats de silex ont été retrouvés à proximité du crâne (mais un éclat sur deux a été retenu). Deux hypothèses sont émises par les archéologues si on considère que ce silex est d'origine humaine : soit Helmut a été trouvé mort par des néandertaliens qui l'ont ensuite dépecé à l'aide d'outils puis ont laissé la carcasse sur place (activité de charognage), soit il a été chassé et tué par ceux-ci. Autre possibilité : la carcasse du proboscidien se serait échouée sur le rivage après avoir dérivé dans le courant.
Les preuves d'interaction des hommes de Néandertal avec des pachydermes sont rares. Des associations de pachydermes et d'outils humains n'ont été trouvées en Europe de l'Ouest que sur deux sites allemands (Gröbern et Lehringen, où une pointe d'épieu est restée fichée entre deux côtes) et un site français, Tourville-la-Rivière, d'où l'intérêt de cette découverte.